# Groszowice
Groszowice (deutsch Groschowitz) ist ein Stadtteil der kreisfreien Stadt Oppeln in der polnischen Woiwodschaft Oppeln.

## Geographie

### Geographische Lage
Groszowice liegt in der historischen Region Oberschlesien im Oppelner Land. Der Ort liegt ca. sieben Kilometer südöstlich der Innenstadt von Oppeln am rechten Ufer der Oder sowie an der Mündung der Czarnka in die Oder. 
Groszowice liegt in der Nizina Śląska (Schlesischen Tiefebene) innerhalb der Równina Opolska (Oppelner Ebene). Nördlich der Ortschaft liegt der Bahnhof Opole-Groszowice, der an der Bahnstrecke Kędzierzyn-Koźle–Opole zwischen Oppeln und dem Oberschlesischen Industriegebiet liegt. Direkt an den Bahnhof anschließend liegt der Baggersee Groszowice (Kamionka Groszowice) sowie westlich davon das Zementwerk Groszowice. Durch den Ort verläuft in Nord-Süd-Richtung die Woiwodschaftsstraße Droga wojewódzka 423.

### Nachbargemeinden
Groszowice grenzt im Norden an Nowa Wieś Królewska (dt. Königlich Neudorf), im Nordosten an Grudzice (dt. Grudschütz), im Osten an Malina (dt. Malino) sowie im Süden an Grotowice (dt. Gräfenort). Auf der gegenüberliegenden Seite der Oder liegt das zur Landgemeinde Proskau gehörende Dorf Follwark.

## Geschichte

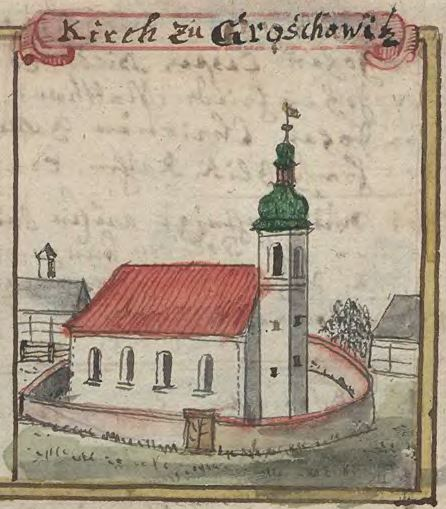
Kirche in Groschowitz im 18. Jahrhundert

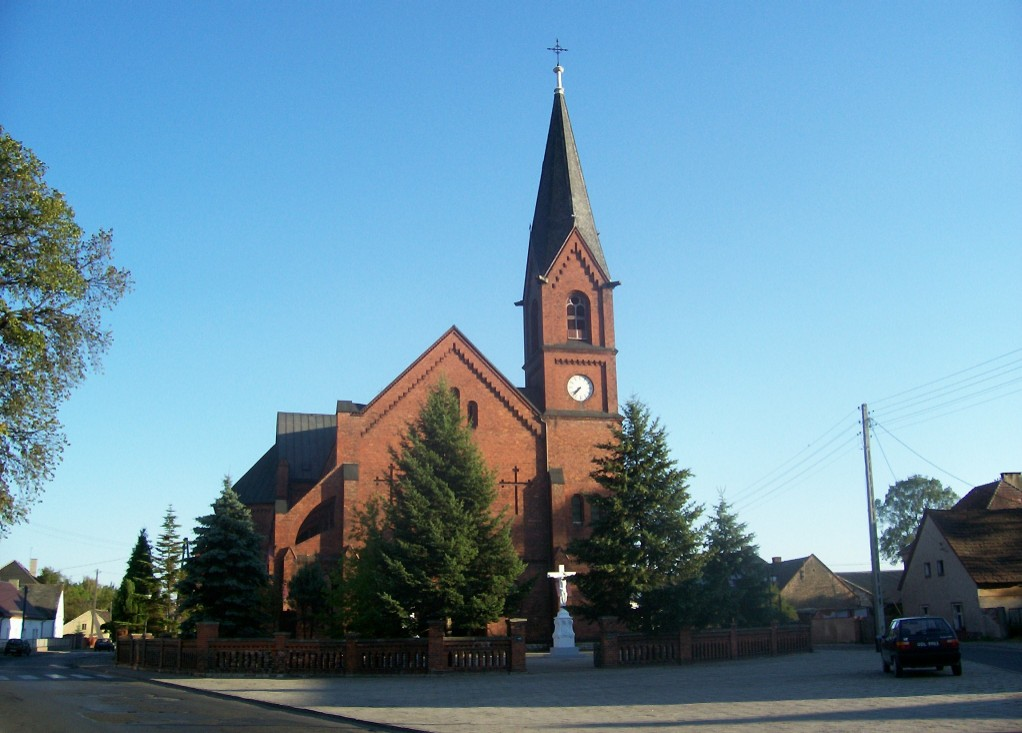
Kirche der St. Katharina von Alexandrien

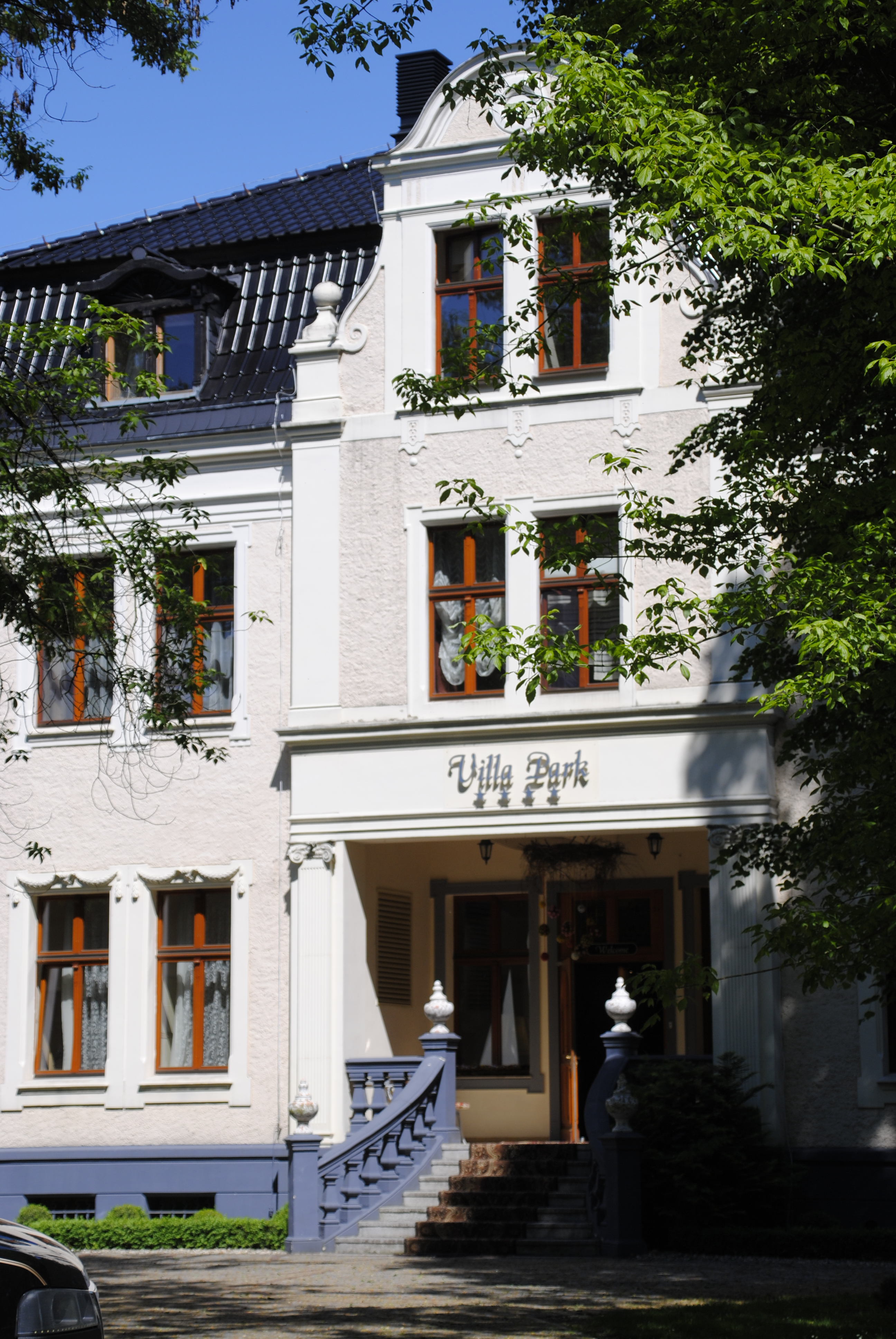
Hotel Villa Park

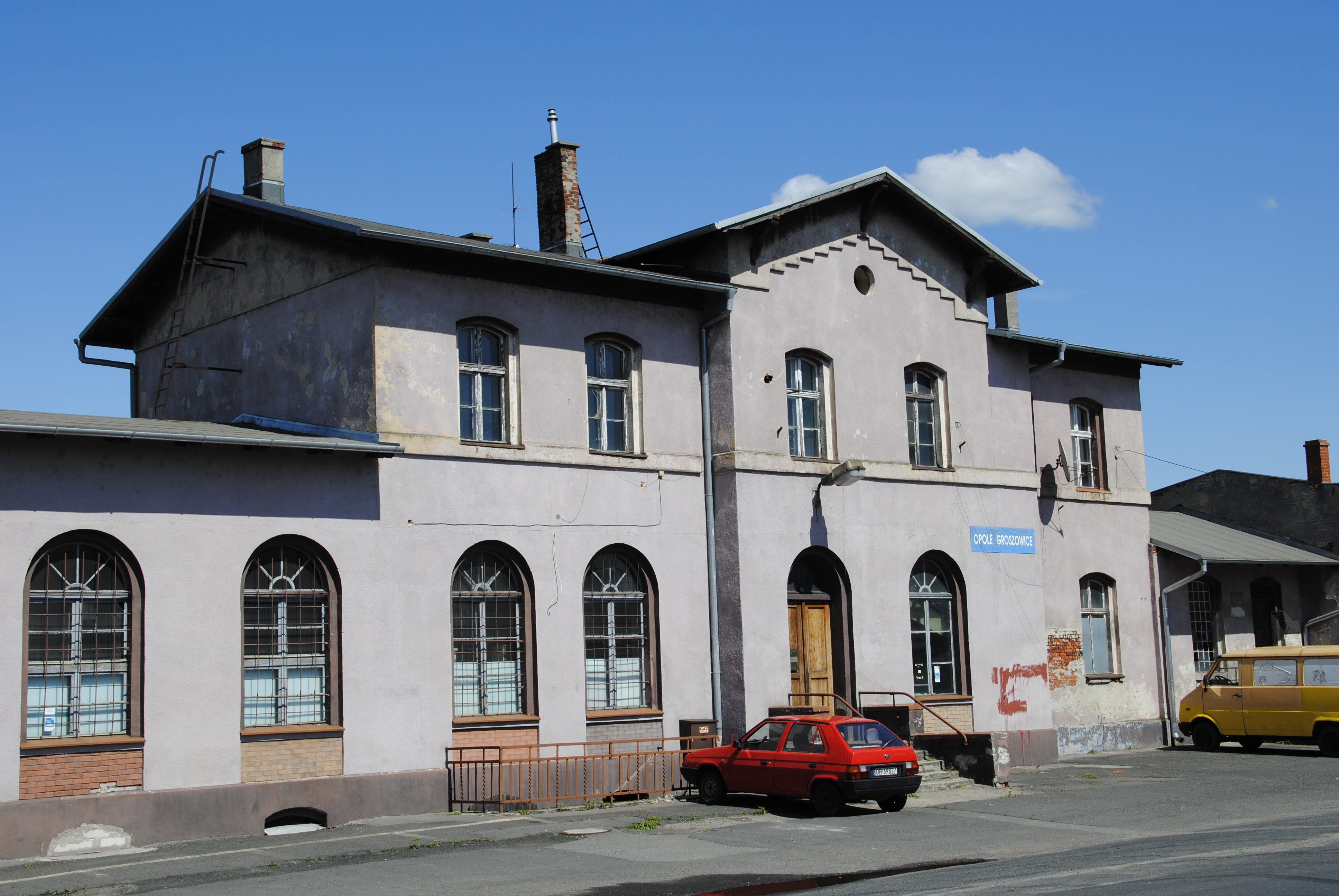
Empfangsgebäude des Bahnhofs Opole-Groszowice

Der Ort wurde 1236 erstmals urkundlich als Grossoviz und Grossouicz erwähnt. Bereits zuvor lebten hier am rechten Ufer der Oder Menschen. Bei den Bauarbeiten der Linie der oberschlesischen Eisenbahn in den 1840er Jahren fand man in der Gemarkung Groschowitz heidnische Begräbnisstätten. Groschowitz wurde 1332 erneut als Grossowyc erwähnt. Der Ortsname leitet sich aus den ehemaligen Besitztümern ab und bedeutet so viel wie das Dorf des Grossow.
Nach dem Ersten Schlesischen Krieg 1742 fiel Groschowitz mit dem größten Teil Schlesiens an Preußen.
Nach der Neuorganisation der Provinz Schlesien gehörte die Landgemeinde Groschowitz ab 1816 zum Landkreis Oppeln im Regierungsbezirk Oppeln. 1845 bestanden im Dorf eine katholische Kirche, eine katholische Schule, ein Vorwerk und 99 Häuser. Im gleichen Jahr lebten in Groschowitz 771 Menschen, davon vier evangelisch. 1861 hatte der Ort 958 Einwohner. 1865 zählt das Dorf 18 Ganzbauern, fünf Halbbauern, 16 Gärtner, 15 Ackerhäusler und 52 Angerhäusler. Außerdem befanden sich im gleichen Jahr drei Schuhmacher, zwei Schmieden, ein Stellmacher, vier Schneider sowie ein Tischler im Dorf. Die katholische Schule zählte 1865 155 Schüler. Im Oktober 1883 wurde die katholische Kirche geweiht. Zwischen 1892 und 1893 entstand die Oderschleuse
Nach der Volksabstimmung in Oberschlesien am 20. März 1921 verblieb Groschowitz beim Deutschen Reich. 1933 lebten im Ort 3549 Einwohner. 1939 hatte der Ort 3791 Einwohner. Am 18. Januar 1944 ereignete sich auf dem Bahnhof eine Katastrophe, als eine Rangierabteilung einem durchfahrenden Wehrmachtstransportzug in die Flanke fuhr. 45 Personen kamen ums Leben, viele Personen wurden verletzt.  Bis 1945 befand sich der Ort im Landkreis Oppeln.
1945 kam der bisher deutsche Ort unter polnische Verwaltung, wurde in Groszowice umbenannt und der Woiwodschaft Schlesien angeschlossen. 1950 kam der Ort zur Woiwodschaft Oppeln. 1956 wurde der Ort in die Stadt Oppeln eingemeindet.
Beim Oderhochwasser 1997 sowie 2010 wurde ein Teil des Dorfes sowie das Gelände der Firma Metalchem südlich von Groszowice überflutet.

## Verkehr
Im Bahnhof Opole Groszowice trifft die Bahnstrecke Kędzierzyn-Koźle–Opole auf die Bahnstrecke Bytom–Wrocław. Dazu ist er Beginn der am Streckenbeginn nur im Güterverkehr betriebenen Bahnstrecke Opole–Wrocław (über Jelcz-Laskowice).

## Sehenswürdigkeiten

### Katharina-von-Alexandrien-Kirche
Die römisch-katholische Kirche (poln. Kościół św. Katarzyny Aleksandryjskiej) ist der Heiligen Katharina von Alexandrien geweiht und wurde 1880–1883 erbaut, die Weihe erfolgte am 15. Oktober 1883. Die Geschichte der Kirche bzw. der Gemeinde reicht bis in das 13. Jahrhundert zurück. Vorgängerbau der heutigen Kirche war ein Backsteinbau aus dem 17. Jahrhundert.

### Weitere Sehenswürdigkeiten
- Die Villa des Unternehmers Constans von Prondzynski wurde südlich des alten Ortskerns zwischen 1892 und 1896 erbaut. Heute wird das Haus unter dem Namen Villa Park als Hotel mit Restaurant geführt.[12] Davor beherbergte es jahrzehntelang den Kindergarten, der sich jetzt nordöstlich neben der Kirche befindet.
- St.-Rochus-Kapelle
- Schmerzensmutter-Kapelle
- St.-Hedwigs-Brunnen

## Vereine
- Deutscher Freundschaftskreis
- Freiwillige Feuerwehr OSP Groszowice
- Fußballverein LZS Groszowice

## Persönlichkeiten

### Söhne und Töchter des Ortes
- Anton Piehatzek (1780–1841), schlesischer Lehrer und Gymnasialdirektor in Oppeln und Konitz
- Günter Zemla (1921–2000), Politiker
- Gerhard Kühnhardt (1923–2015), Augenarzt
- Marian Czura (* 1949), Maler und Filmschaffender

### Persönlichkeiten, die vor Ort gewirkt haben
- Ferdinand von Prondzynski (1857–1935), Unternehmer, Generaldirektor der Schlesischen Aktiengesellschaft für Portland Zementfabrikation in Groschowitz
- Erwin Körber (1921–2003), Politiker, besuchte die Volksschule in Groschowitz